# سادي مورغان
سادي مورغان (بالإنجليزية: Sadie Morgan)‏ هي مهندسة معمارية بريطانية، ولدت في 28 فبراير 1969.